# Denis Milar
Denis Alfredo Milar (20 czerwca 1952 w Montevideo) – piłkarz urugwajski grający na pozycji napastnika.

## Życiorys
Będąc piłkarzem klubu Liverpool Montevideo, wziął udział wraz z reprezentacją Urugwaju w finałach Mistrzostw Świata w 1974 roku, gdzie Urugwaj odpadł już w fazie grupowej. Milar zagrał we wszystkich trzech meczach – z Holandią, Bułgarią i Szwecją.
Jako gracz klubu Club Nacional de Football wziął udział w turnieju Copa América 1979, który również był dla Urugwaju nieudany. Urugwaj odpadł w fazie grupowej, a Milar zagrał w dwóch ostatnich meczach z Paragwajem, przy czym w rewanżu na Estadio Centenario zdobył bramkę z rzutu karnego.
Od 6 czerwca 1973 do 26 września 1979 rozegrał w reprezentacji Urugwaju 18 meczów i zdobył 4 bramki.
Po mistrzostwach świata grał w Hiszpanii, w klubie Hércules CF.